# Igreja Católica no Irã
A Igreja Católica no Irã,(português brasileiro) ou Irão,(português europeu) é parte da Igreja Católica universal, em comunhão com a liderança espiritual do Papa, em Roma, e da Santa Sé. Apesar de ser um país de maioria muçulmana, há três ritos católicos atuando em território iraniano, o rito caldeu, o rito latino e o rito armênio, cada um sendo responsável por sua hierarquia e suas circunscrições. O cristianismo é visto como uma "influência do ocidente" e uma "ameaça à identidade islâmica" iraniana, e os cristãos enfrentam sérias restrições no país, como a proibição da construção de novas igrejas e do proselitismo, além de que a conversão dos muçulmanos a outras religiões é punível com a morte. Os cristãos também enfrentam frequentemente processos judiciais, danos às suas propriedades e danos físicos. A base da legislação civil é a sharia. O relatório de perseguição religiosa de 2024 da fundação Portas Abertas considerou o Irã como o 9.º país que mais persegue os cristãos no mundo.

## História

### Igreja primitiva e cisma

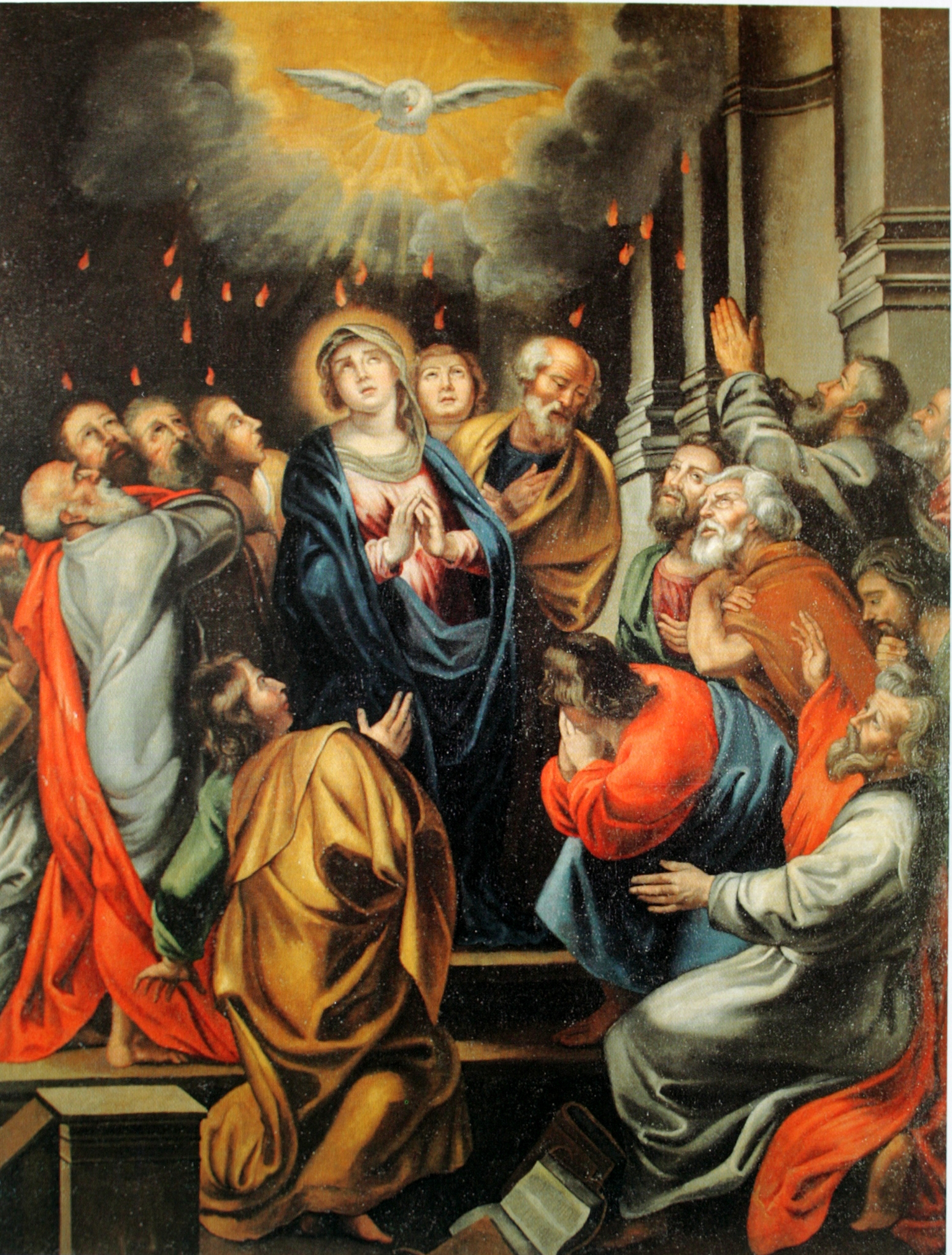
Pintura de Pentecostes, de autor desconhecido, mostrando também a reação daqueles à volta dos apóstolos.

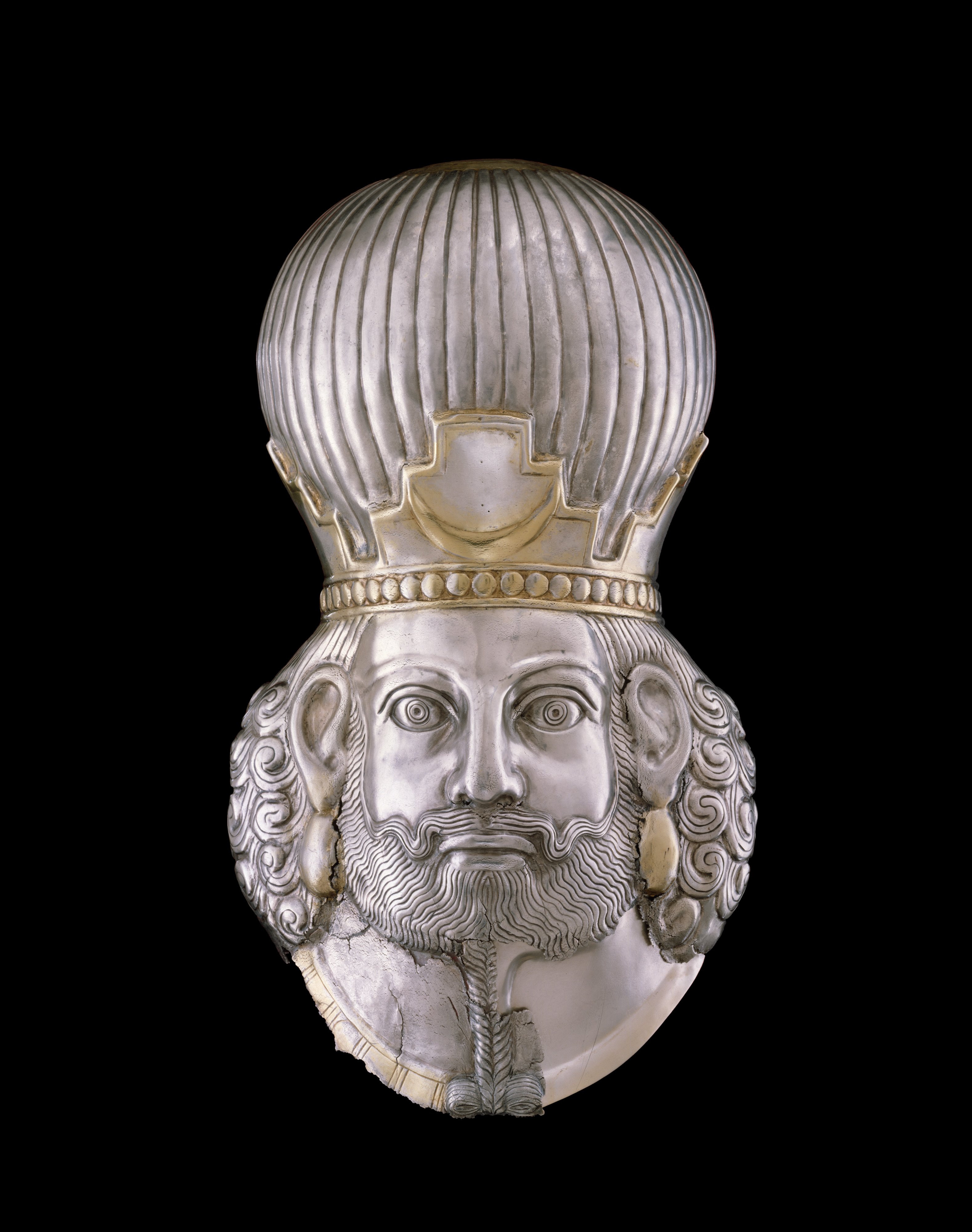
Chapur II, um dos grandes perseguidores dos cristãos na Pérsia.

Os povos habitantes da região da Pérsia, precursora do atual Irã, são citados como estando entre os primeiros seguidores de Jesus no segundo capítulo dos Atos dos Apóstolos, na descrição de Pentecostes.
| “ | Não são todos galileus os que falam? Como então os ouvimos cada um em nossa língua nativa? Partos, medos, elamitas, habitantes da Mesopotâmia, da Judeia, e Capadócia, Ponto e Ásia, Frígia e Panfília, Egito e distritos da Líbia junto a Cirene, romanos residentes, judeus e prosélitos, cretenses e árabes: todos os ouvimos contar em nossas línguas as maravilhas de Deus. | ” |
|   | — At 2, 7b-11, na tradução da Bíblia do Peregrino. |   |

Com um território que chegava até a Ásia Menor, a Pérsia possuía como crença religiosa predominante o panteísmo. Ainda que, inicialmente, o cristianismo tivesse baixa adesão entre os persas, as primeiras comunidades cristãs fora do Império Romano ficavam lá localizadas, mas limitavam-se essencialmente a grupos étnicos minoritários, notadamente os sírios. Foram encontradas na ilha de Kharg, tumbas de 60 cristãos datadas do século III, indicando a presença cristã na época. Além de registros da participação de um bispo persa no Primeiro Concílio de Niceia. Os cristãos encontraram pronta oposição do culto pagão oficial. Após a conversão do imperador romano, Constantino, ao cristianismo, os direitos civis dos cristãos foram estendidos, e os governantes persas, vizinhos de Roma, passaram questionar a lealdade dos cristãos residentes na Pérsia. Essa discriminação nascente levou a uma sangrenta série de perseguições, que se iniciaram durante o reinado de Chapur II, em 340. Há estimativas que afirmam ter havido aproximadamente 35.000 mortes de cristãos em um período de 40 anos. Ao final de seu reinado, a Igreja Católica persa estava quase totalmente isolada do ocidente e teve de se desenvolver à sua própria maneira. No ano 424, foi realizado o Concílio de Mar Isaque, que efetivou seu cisma em relação a Roma, sendo conhecida hoje por Igreja do Oriente, de orientação nestoriana. Após a invasão árabe em 642, o islamismo foi adotado pela maioria da população, levando a uma diminuição do número de cristãos e um rebaixamento social dos mesmos, ainda que houvesse atividades missionárias que perduraram até a invasão mongol, no século XIII.

### Idade média a idade contemporânea

Brasão da Igreja Católica Caldeia.

Missionários católicos do Ocidente trabalharam na Pérsia com pouco sucesso após a Idade Média. Os dominicanos foram ativos do século XIV ao XVIII. Agostinianos, carmelitas, capuchinhos e jesuítas chegaram no século XVII; vicentinos, em 1839. Enquanto a liberdade religiosa foi concedida em 1834, os cristãos foram massacrados na Pérsia até 1918.
Em 1830, remanescentes da Igreja do Oriente retomaram o diálogo com Roma, voltando à plena comunhão com o catolicismo romano, e hoje formam a Igreja Católica Caldeia. Em 1834 o país aprova a liberdade religiosa.

### Século XX
Em meados da década de 1960, havia no Irã cerca de 100.000 católicos de rito armênio, 28.000 de rito latino e 13.000 caldeus. A Santa Sé mantinha um internúncio em Teerã, e o Irã tinha um embaixador no Vaticano. No entanto, os católicos ainda representavam apenas um pequeno segmento da população do Irã, e a ascensão do ativismo muçulmano nos anos seguintes os marcaria mais fortemente como párias dentro da sociedade iraniana. Em 1974 o Papa Paulo VI criou a Comissão para as Relações Religiosas com os Muçulmanos, que conta com especialistas católicos do Paquistão, Nigéria, Reino Unido, Alemanha, e outros.

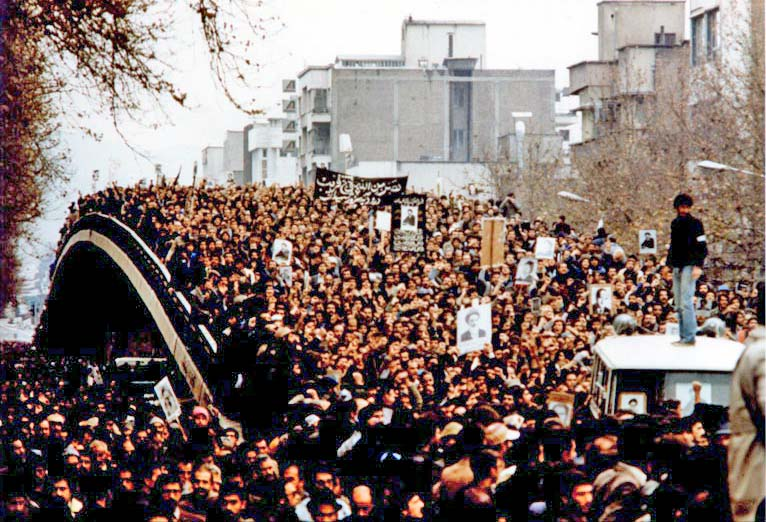
Protesto de massa durante a Revolução Iraniana.

Xá Ruhollah Khomeini, presidente fundamentalista iraniano, responsável pelo início das perseguições aos cristãos nos tempos atuais.

Em 1979, a instabilidade política, resultante da crescente interferência de empresas ocidentais ansiosas por lucrar com as vastas reservas de petróleo do país, forçou o xá governante ao exílio. Com a Revolução Iraniana, o islamismo xiita foi declarado a religião do Estado. Propriedades da Igreja foram confiscadas pelo novo governo. A constituição considera os cristãos, judeus e zoroastras como "minorias religiosas protegidas", dando-lhes o direito de prestarem culto e formarem sociedades religiosas, dentro de rigorosos limites. Entretanto, o governo considera muçulmano qualquer cidadão que não possa provar que ele ou a sua família eram cristãos antes da Revolução, e os cristãos de origem muçulmana não podem se registrar legalmente e não gozam dos mesmos direitos que os membros reconhecidos das comunidades cristãs. No dia 1º de abril do mesmo ano, o fundamentalista islâmico xá Ruhollah Khomeini começou a aplicar tradições islâmicas rigorosas. O zoroastrismo, judaísmo e cristianismo foram reconhecidos como "religiões minoritárias", sendo "livres para agir dentro de seu próprio cânone" em questões religiosas, tinham proteção estendida de vida e propriedade e tinham representação permitida no novo parlamento da república. Atividades de culturas não-persas, como os católicos armênios, foram consideradas "prejudiciais à saúde fundamental do islamismo" e, como tal, foram destacadas para tratamento discriminatório, incluindo a proibição da importação de bíblias para o Irã. Mais de 70 missionários católicos deixaram o país após a nacionalização do governo de organizações administradas pela igreja, e a capacidade dos católicos de viajar através das fronteiras do Irã foi monitorada de perto.
Em 1993 torna-se obrigatória a expedição de documentos de identidade constando a filiação religiosa do cidadão. Embora o governo tenha se tornado um pouco mais receptivo às tradições ocidentais desde a morte de Khomeini em 1989, o Irã continua a ser o foco de intolerância religiosa. As ações do país contra minorias religiosas levaram a declarações de preocupação do Departamento de Estado dos EUA. Em março de 1999, o Papa João Paulo II recebeu o presidente iraniano Mohammad Khatami no Vaticano para discutir meios de melhorar as relações entre muçulmanos e cristãos.

## Atualmente
Fontes independentes, como as Nações Unidas, estimam em 250.000 o número de cristãos no Irã, enquanto outros elevam essas estimativas para 500.000 a 800.000, e a maioria dos convertidos de origem islâmica pertencem a denominações protestantes. Os cristãos armênios e assírios são os que gozam de alguma liberdade do governo, e são tolerados, mas, como todos os outros cristãos, incluindo os católicos, são considerados cidadãos de segunda classe. Os cristãos são impedidos de assumir altos cargos no governo, e outras posições de influência no sistema. A intolerância tem aumentado devido a uma alegada expansão do cristianismo no país nos últimos anos, inclusive entre filhos de líderes políticos e clérigos. A paranoia do governo chega ao nível de que as celebrações e publicações de livros cristãos são proibidas de ocorrer na língua oficial do país, o persa, para garantir que os iranianos étnicos não consigam participar delas. As atividades de evangelização são totalmente proibidas. Também é imposto que as celebrações que, normalmente são dominicais, têm de ser feitas às sextas-feiras, que são o dia sagrado para os muçulmanos.

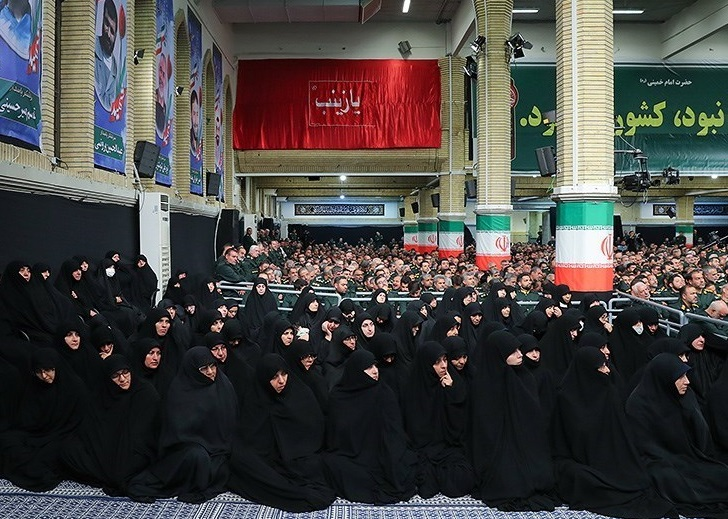
A Guarda Revolucionária é responsável por fiscalizar todas as atividades cristãs.

Os que mais sofrem são os cristãos de origem muçulmana, que, têm de manter sua conversão em segredo, e, quando descobertos, enfrentam prisões, agressões ou até pena de morte. Devido à visão de que o cristianismo é uma forma da cultura ocidental minar o islã, os convertidos são acusados de crime contra a segurança nacional, podendo sofrer torturas e abusos na prisão. A pressão familiar e social também é grande, e os convertidos são deserdados, submetidos a prisão domiciliar, forçados a se casar com um muçulmano, se divorciar ou perder a guarda dos filhos, ou até mesmo fugir de casa e do país. As mulheres cristãs são obrigadas a usar trajes islâmicos que cobrem a cabeça fora de casa, sob pena de prisão, agressão e multa por parte da Polícia Moral. Enquanto isso, os homens são demitidos de seus empregos, impossibilitados de abrir novos negócios, presos, abusados mental e fisicamente.
A Guarda Revolucionária está encarregada de fiscalizar todas as atividades cristãs, realizando invasões a reuniões cristãs nas casas, prisão de todos os participantes e confisco de propriedades privadas. Aqueles que são presos são submetidos a interrogatórios pesados e agredidos. Autoridades do governo também cuidam de pressionar os convertidos do islã para retornarem à fé maometana. As casas usadas como igrejas domésticas têm de ser mudadas regularmente para evitar que sejam descobertas. O jornal Article 18 aferiu que houve mais de 120 incidentes de detenção, prisão ou encarceramento de cristãos convertidos do islã em 2021.

### Década de 2000
Em 2007, ocorreu em Roma um encontro entre o Papa Bento XVI e o ex-presidente iraniano Mohammad Khatami, momento esse em que foi divulgada a declaração conjunta Fé e razão no cristianismo e no Islã, que condena o uso violento da fé e exorta ao respeito às religiões. Ainda assim, não houve nenhuma mudança nas atitudes hostis de Teerã em relação ao judaísmo e a Israel, nem na difícil situação dos cristãos iranianos. O governo iraniano vê o Vaticano como um importante mediador com as nações ocidentais, com as quais mantém uma tensa relação, como em 2007, quando o país e os Estados Unidos vinham numa escalada de tensão devido ao programa nuclear iraniano.

### Década de 2010

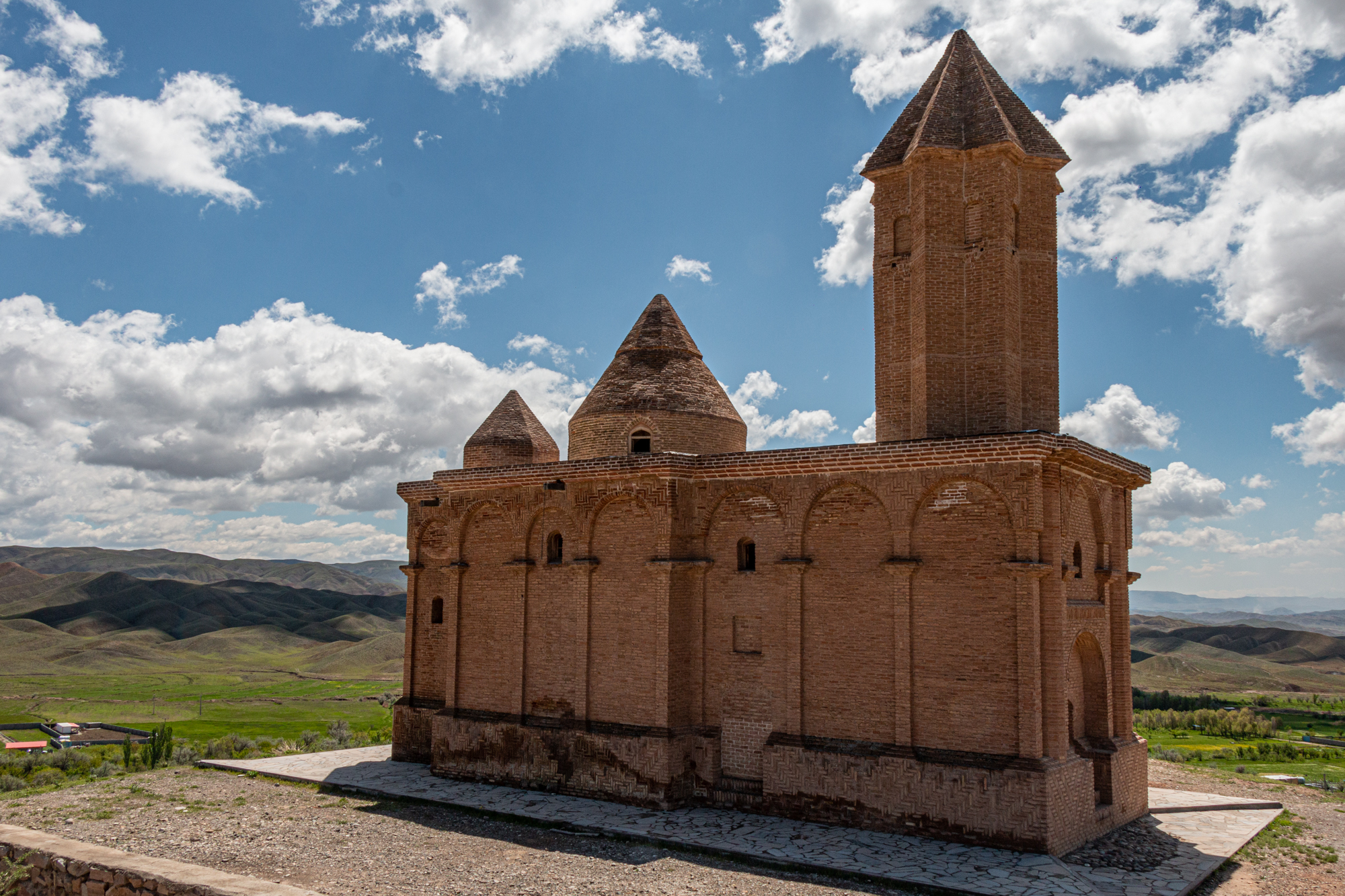
Igreja de São João, em Sohrol.

Dados desse período estimam o número de católicos em 8.000. Em 2016, o então presidente do Irã, Hassan Rohani, e o Papa Francisco se reuniram a portas fechadas no Vaticano. Foi o primeiro encontro entre os líderes das duas partes desde 1999. Ao final da audiência, o Vaticano anunciou que o Pontífice pediu ao Irã que coopere com os outros países do Oriente Médio para promover a paz e interromper a expansão do terrorismo e do tráfico de armas na região. O Vaticano também vem expressando preocupação pelas crescentes tensões entre a Arábia Saudita e o Irã. Na época da visita, a mídia levantou a possibilidade de um possível convite de Rohani ao Papa para uma histórica visita a seu país, algo que ainda não se concretizou.

### Década de 2020

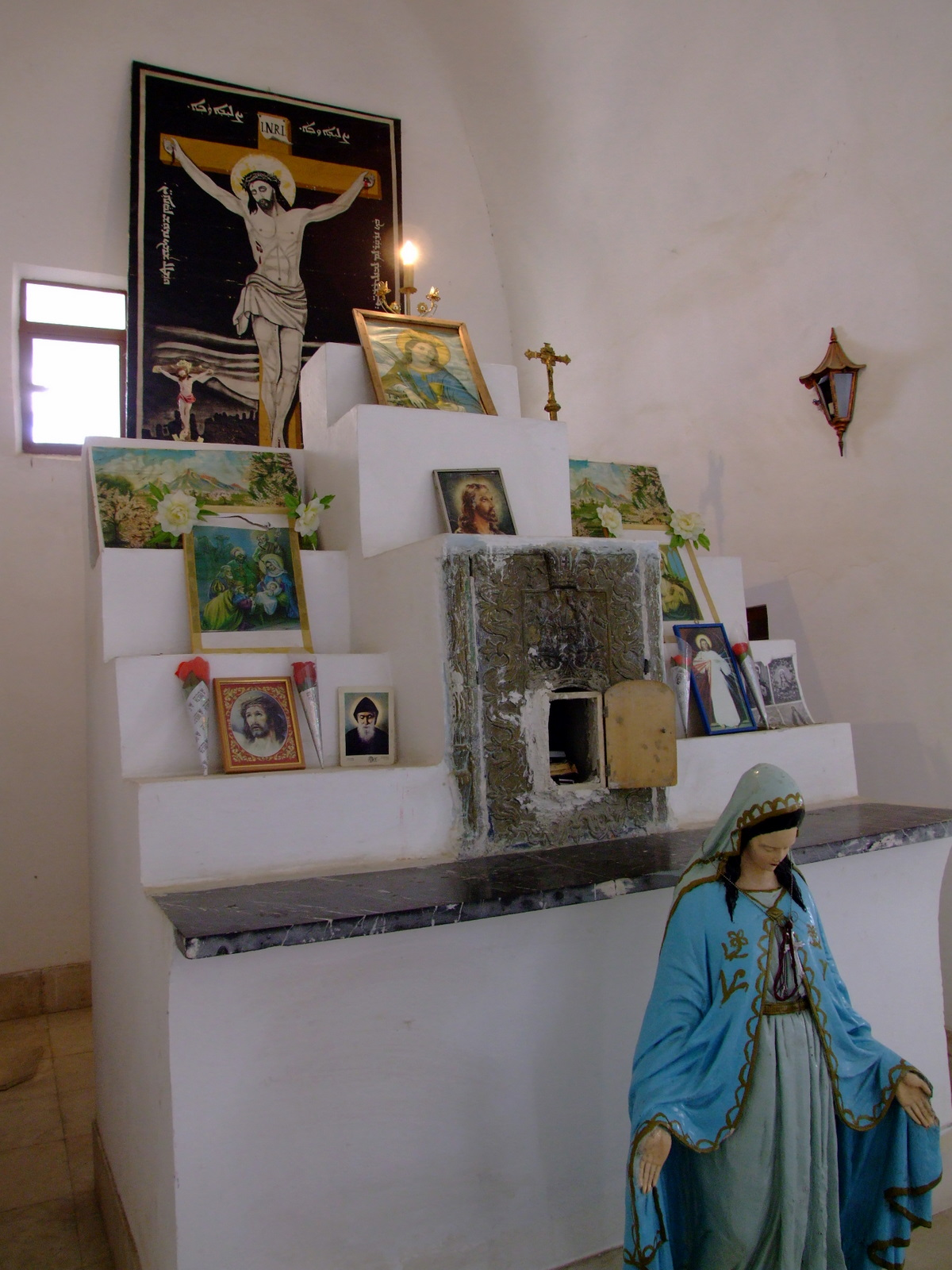
Igreja caldeia de Sanandaj.

Em 11 de novembro de 2020 foi apresentado ao Governo iraniano um inquérito formal elaborado por especialistas de direitos humanos da ONU, que abordava a "perseguição de membros da minoria cristã no Irã, incluindo convertidos do Islã, bem como a detenção de dezenas de cristãos, a maioria dos quais foram condenados por terem exercido livremente o seu direito de observar a sua religião e prestar culto". Em janeiro de 2021, o governo respondeu o inquérito, chamando às igrejas domésticas de "grupos inimigos" com "objetivos antissegurança", além de afirmar que "ninguém é processado por motivos religiosos" no Irã e que os membros perseguidos da minoria cristã e os convertidos do Islã, estavam de fato "a comunicar com o Sionismo evangélico com vista à inimizade e ao confronto com a autoridade islâmica e ao ato subversivo contra esta através de cultos organizados e da realização de reuniões ilegais e secretas para enganar os cidadãos e explorar as pessoas enganadas, particularmente as crianças". Em novembro de 2020, Homayoun Zhaveh e sua esposa, Sara Ahmadi, foram condenados a dois e a 11 anos de prisão, respectivamente, por pertencerem a uma igreja doméstica; a pena de Sara foi reduzida para oito anos no mês seguinte.
Em 2021, alguns artigos do Código Penal foram alterados, aumentando as penas contra os cristãos, especialmente os de origem islâmica, para qualquer ação que insulte a tradição e cultura iranianas e o islã, especialmente para proselitismo.
Em fevereiro, de 2021, autoridades convocaram 11 famílias cristãs para interrogatórios, e, por fim, foram advertidas para encerrar
em reuniões da igreja em suas casas; também foram também avisadas para não se visitarem em casa, mesmo para encontros sociais. Em abril, quatro iranianos muçulmanos convertidos ao cristianismo, chamado Hojjat Lotfi Khalaf, Esmaeil Narimanpour, Alireza Varak-Shah e Mohammad Ali Torabi, foram presos em Dezful, e, quatro meses depois, foram acusados de "propaganda contra a República Islâmica" com base na sua pertença a uma igreja doméstica. Em junho, o governo recusou renovar o visto de uma freira italiana das Filhas da Caridade de São Vicente de Paulo, a irmã Giuseppina Berti, de 75 anos, que durante 26 anos trabalhou com portadores de hanseníase em Tabriz. Também em junho, três convertidos cristãos, Amin Khaki, Milad Goudarzi e Alireza Nourmohammadi, foram condenados a cinco anos de prisão acusados de "propaganda contra o regime islâmico"; em agosto, um tribunal reduziu a pena para três anos. Continuando em junho de 2021, mais perseguições aos cristãos por parte do governo iraniano, como a negação de um pedido de liberdade condicional ao cristão Nasser Navard Gol-Tapeh, sem nenhum tipo de explicação; ele foi condenado a 10 anos de prisão por participar de uma igreja doméstica, e foi considerado uma "ameaça à segurança nacional" pelo governo.

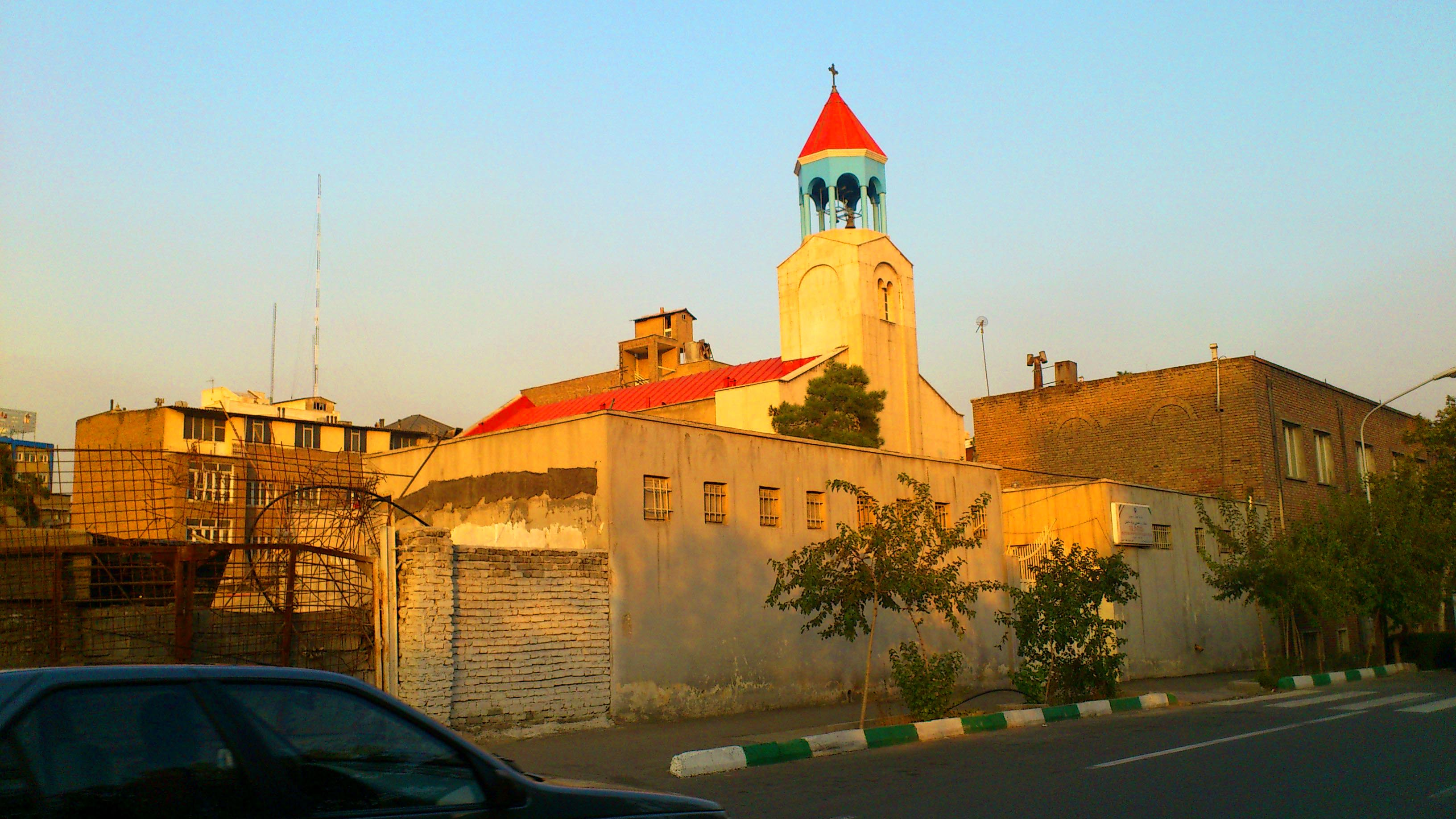
Catedral de São Gregório Iluminador, em Ispahan.

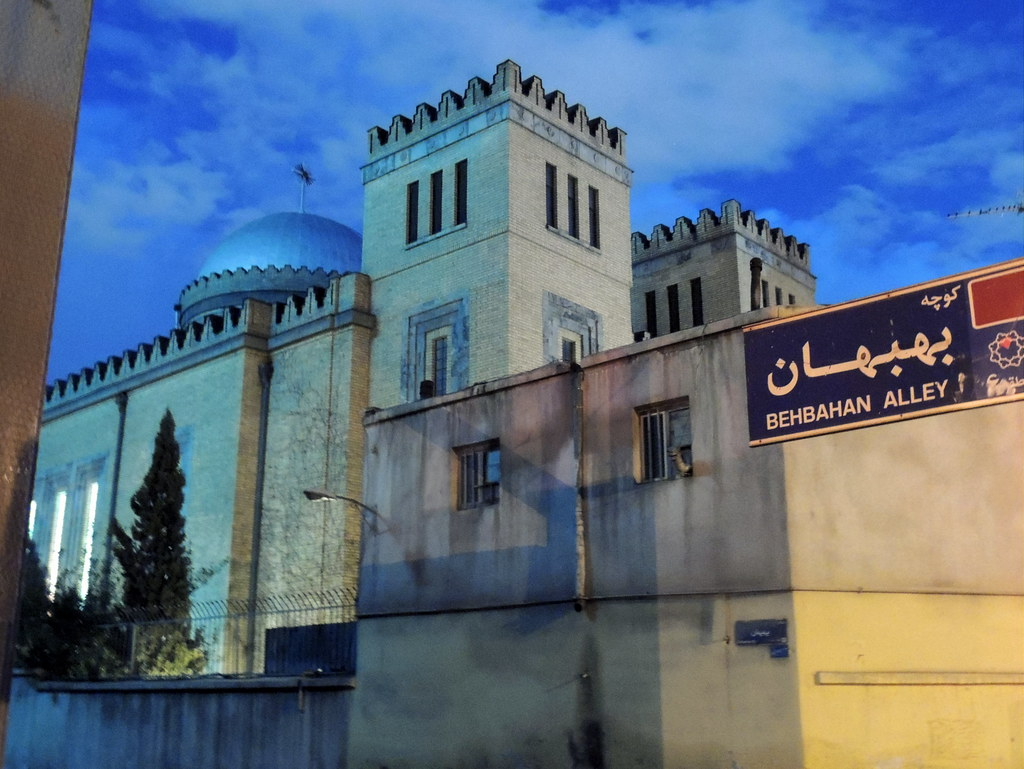
Catedral de São José, a catedral da Arquidiocese Caldeia de Teerã.

Em novembro de 2021, houve uma ponta de esperança, quando o Supremo Tribunal do país decidiu que nove convertidos cristãos envolvidos em igrejas domésticas não deveriam ter sido condenados sob a acusação de atuarem contra a segurança do Estado, declarando que "a mera pregação do cristianismo, e a promoção da ‘seita sionista evangélica’, ambas aparentemente significando a propagação do cristianismo através de reuniões familiares [igrejas domésticas], não é uma manifestação de reunião e conluio para perturbar a segurança do país, quer interna quer externamente". Em fevereiro de 2022, um tribunal de Teerã absolveu os nove cristãos. O otimismo inicial, contudo, dissipou-se após dois desses absolvidos enfrentarem novas acusações de propaganda e um deles ser preso novamente com base em acusações das quais já tinha sido absolvido anteriormente.
Em janeiro de 2022, foram libertados da prisão dois convertidos cristãos, Habib Heydari e Sasan Khosravi, após concluírem suas penas de prisão por pertencerem a uma igreja doméstica. Nesse mesmo mês, autoridades convocaram oito convertidos cristãos para pressioná-los a abandonar a fé, e obrigá-los a participar de sessões de "reeducação ideológica". Em fevereiro, a convertida cristã Sakineh Behjati foi convocada por autoridades de Teerã para cumprir sua pena de dois de prisão nos anos sob acusação de "publicidade contra o Estado e de agir contra a segurança nacional". Ainda nesse mês, dois cristãos convertidos tiveram rejeitado o seu pedido de novo julgamento, após serem condenados à prisão por praticarem sua fé em Teerã. No mesmo mês, um grupo de cristãos convertidos da cidade de Dezful, que tinham sido absolvidos de quaisquer crimes em 2021, foram forçados a ter 10 sessões obrigatórias de reeducação com clérigos islâmicos, numa tentativa de os reconverter ao islamismo. Em julho, três convertidos cristãos que já enfrentavam cinco anos de prisão por "se envolverem em propaganda e educação de crenças desviantes contrárias à santa sharia", foram informados de que teriam de enfrentar um segundo julgamento com as mesmas acusações. Em setembro de 2022, eclodem os protestos contra a morte de Mahsa Amini por forças iranianas por não estar usando o hijab. Os protestos passaram a pressionar o governo por iniciar mudanças e abertura política, e também resultaram na libertação de alguns cristãos em 2023; como por exemplo, Malihe Nazari, que estava presa desde agosto de 2022.
Em 5 de novembro de 2023, o Papa Francisco falou por telefone com o então presidente iraniano, Ebrahim Raisi, sobre a guerra Israel-Hamas. A Santa Sé confirmou que o telefonema ocorreu a pedido do líder do Irã.
Em 2024, o Papa Francisco enviou suas condolências ao Irã pela morte de membros do governo em um acidente aéreo, dentre eles, o presidente Ebrahim Raisi e o ministro das Relações Exteriores Hossein Amir-Abdollahian. No dia 26 de maio desse mesmo ano, um cristão de origem muçulmana, chamado Farrokh Kakaei, foi preso sem acusação formal; e não há informações sobre seu estado e nem para onde foi levado. Quatro agentes da Inteligência iraniana vestidos à paisana iniciaram uma investigação em sua casa, e confiscaram vários itens, como celular, notebook, HD e um porta-retrato com uma imagem de Jesus. Além disso, Yasin Mousavi é um cristão de origem muçulmana preso recentemente, e condenado a 15 anos de prisão por "ameaçar a segurança nacional, promover o cristianismo sionista e participar de grupos rebeldes". Hamid Afzali foi sentenciado a dez anos de prisão; Nasrollah Mousavi, Iman Salehi e Bijan Qolizadeh a cinco anos cada e Zohrab Shahbazi a nove meses de detenção. Outros dois cristãos cujos nomes não foram revelados devem ficar presos por dois anos.

## Organização territorial
O catolicismo está presente no país com seis circunscrições eclesiásticas, sendo uma arquidiocese de rito romano, que cobre todo o território do país, uma diocese de rito armênio e três arquidioceses e uma diocese de rito caldeu.
Há registros da presença de uma diocese de rito caldeu em Úrmia. Houve também uma diocese de rito latino em Isafhan erigida em 12 de outubro de 1629.
| Circunscrição                 | Ano de ereção | Rito    | Catedral                             | Ref.   |
| ----------------------------- | ------------- | ------- | ------------------------------------ | ------ |
| Arquidiocese de Teerã–Isfahan | 1629          | Romano  | Catedral da Consolata                | [ 28 ] |
| Arquidiocese de Teerã         | 1853          | Caldeu  | Catedral de São José                 | [ 29 ] |
| Arquidiocese de Ahvaz         | 1966          | Caldeu  | Igreja Surp Mesrob                   | [ 30 ] |
| Arquidiocese de Úrmia         | 1890          | Caldeu  | Catedral de Santa Maria, Mãe de Deus | [ 31 ] |
| Diocese de Salmas             | 1709          | Caldeu  | Catedral de São Jorge                | [ 32 ] |
| Diocese de Ispahan            | 1850          | Armênio | Catedral de São Gregório Iluminador  | [ 33 ] |

Há também duas sés titulares, a Sé titular de Soltania, de rito romano, e a Sé metropolitana titular de Rew-Ardashir, de rito caldeu.

## Conferência Episcopal
A reunião dos bispos do país forma a Conferência Episcopal Iraniana, e foi criada em 1980.

## Nunciatura Apostólica
Foi inicialmente criada como Delegação Apostólica da Pérsia, e em 1936 renomeada para Delegação Apostólica do Irã. Em 1951 a delegação é elevada a Internunciatura do Irã, e, porfim, elevada a Nunciatura Apostólica do Irã em 1966. Sua sede fica localizada em Teerã. As relações diplomáticas completas entre o Irã e a Santa Sé foram estabelecidades em 1954, mantendo-se ininterruptas desde então, mesmo durante a Revolução Iraniana e a crise dos reféns norte-americana.

## Santos
A lista de santos do Irã refere-se a pessoas que tiveram grande influência na atuação católica iraniana, ainda que não sejam necessariamente nascidos no território do país.
- Daniel[nota 2]
- São Bohtiso
- Santo Abraão da Pérsia
- São Barsabias
- São Tiago da Pérsia
- São João da Pérsia
- Simeão bar Sabbae